# Ланденульф I (князь Капуи)
Ланденульф I — князь Капуи в 885—887 годах. Внук Ландульфа I, брат и преемник Ландо III.
Короткое правление Ланденульфа I было занято войной с Византией, её союзником Афанасием Неаполитанским и своим родным братом Атенульфом. Сторону Ланденульфа держал салернский князь Гвемар I. В ходе войны византийцам удалось захватить Капую и освободить заключённого Панденульфа, бывшего князя Капуи. Но в результате власть удалось захватить Атенульфу, сместившему и Панденульфа, и Ланденульфа (январь 887 года).